# Scotia

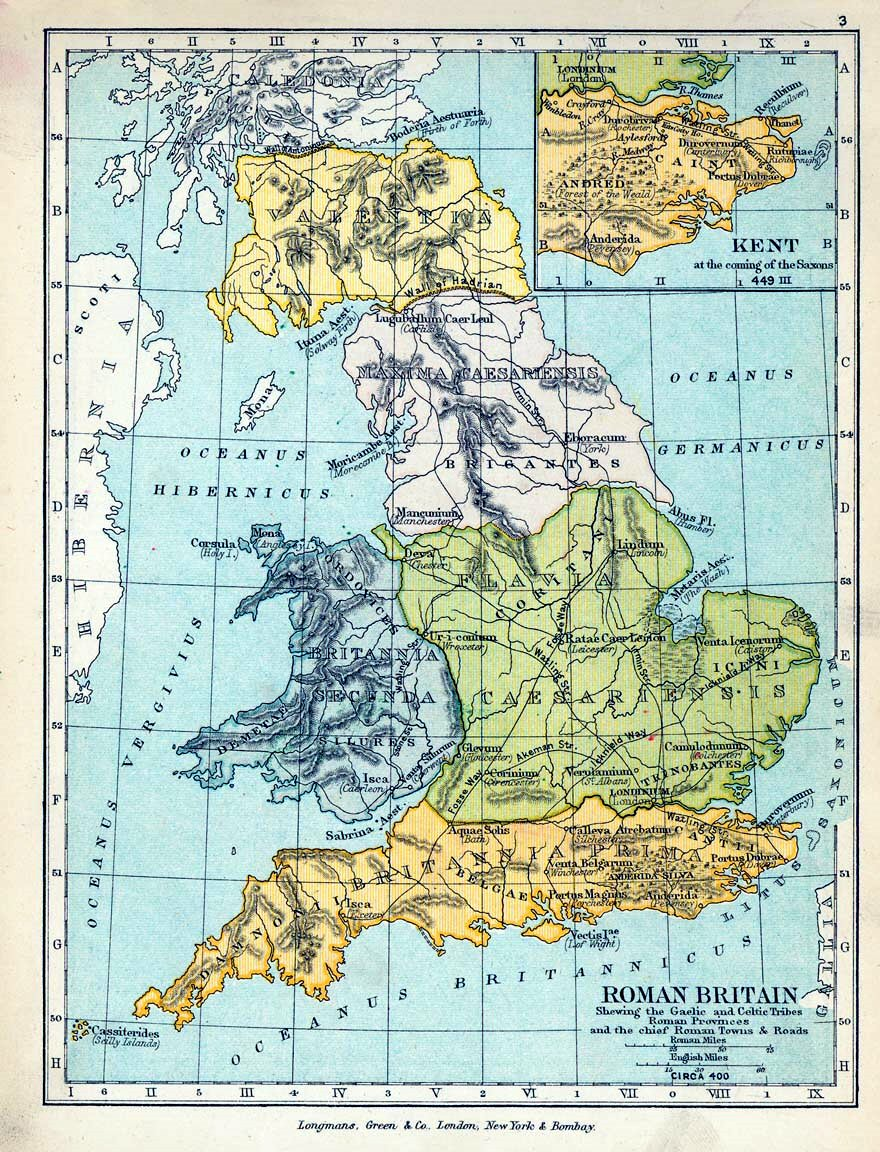
Mapa de las divisiones romanas de Irlanda y Escocia donde se muestran los Scoti como una agrupación tribal en el norte de Irlanda.

Scotia fue originalmente el nombre romano de Irlanda, habitada por el pueblo escoto (en latín Scoti o Scotii). El uso de este nombre en la Edad Media pasó a designar a la parte de la isla de Gran Bretaña al norte del fiordo de Forth, el Reino de Alba. En la Baja Edad Media pasó a ser el término latino de lo que en inglés se llama Scotland y en español, Escocia.

## Etimología y derivaciones
El nombre de Escocia, en inglés Scotland, deriva del latín Scoti, término usado para referirse a los gaélicos. El origen del término Scoti es incierto. Fue hallado en textos en latín del siglo IV describiendo una tribu que navegó desde Irlanda a la Britania romana. Luego fue aplicado a todos los gaélicos. No se cree que ningún grupo gaélico se autodenominase Scoti en tiempos antiguos, excepto en la escritura en latín. Antiguos documentos irlandeses usan el término Scot (plural Scuit) en épocas tan lejanas como el siglo IX, por ejemplo en el glosario de Cormac úa Cuilennáin.
Para Charles Oman el término deriva de Scuit; un hombre desprendido, sugiriendo que Scuit no se refiere a un gaélico sino a un sector renegado ubicado en parte del Úlster que se convirtió en el reino de Dál Riata.
El autor del siglo XIX Aonghas MacCoinnich de Glasgow propuso que Scoti deriva de un etnónimo gaélico (propuesto por MacCoinnich) Sgaothaich de sgaoth, más el sufijo -ach (plural -aich). Sin embargo, esta propuesta a la fecha no ha sido confirmada por estudiosos de las toponimias.
El papa León X (1513-1521) decretó que el uso del nombre Scotia pasara a referirse a la tierra que es ahora Escocia.
Virtualmente todos los nombres para Escocia están basados en Scotia (ej. francés Écosse, checo Skotsko, zulú IsiKotilandi, maorí Koterana, hakka Sû-kak-làn, quechua Iskusya, turco İskoçya etc.), directamente o a través de otra lengua. Las excepciones son las lenguas celtas cuyos nombres están basados en Alba, ej. manés Nalbin, galés Yr Alban.

## Uso medieval

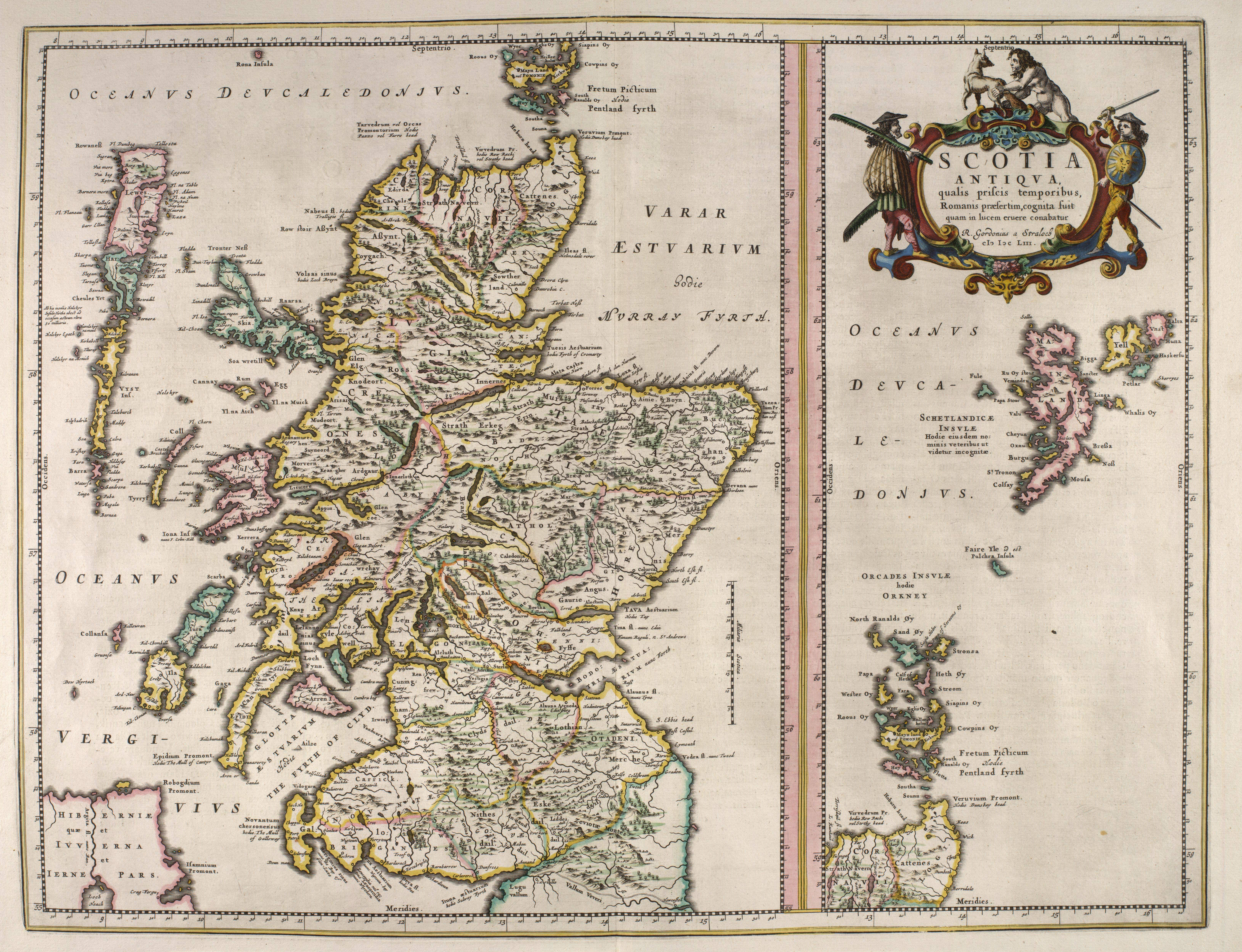
Mapa de 1654 ilustrando el uso de Scotia para Escocia e Hibernia/Ivverna para Irlanda.

Scotia es una forma de decir "tierra de los gaélicos". Originalmente designaba a Irlanda, como cuando Isidoro de Sevilla en 580 d. C. decía "Scotia e Hibernia son el mismo país" (Isidoro, lib. xii. c. 6)", pero la connotación es todavía étnica. Así fueron usados en ese entonces por el rey Roberto I de Escocia y Domhnall Ua Néill durante las Guerras de independencia de Escocia, cuando Irlanda era llamada Scotia Maior, y Escocia Scotia Minor. Escocia toma su nombre de Scotus que en latín significa "hombre irlandés" (masculino de Scoti). Esto refiriéndose a los gaélicos provenientes de Irlanda que era llamada Scotia (femenino de Scoti) durante esta época. Los romanos en la Edad Media conocían lo que ahora es Escocia como Caledonia.